# Гури-Млинські
Гури-Млинські (пол. Góry Młyńskie) — село в Польщі, у гміні Біла Велюнського повіту Лодзинського воєводства.
У 1975—1998 роках місто адміністративно належало до Серадзького воєводства.